# Second Variety
Second Variety is een sciencefictionverhaal van de Amerikaanse schrijver Philip K. Dick. Het werd voor het eerst uitgebracht in het sciencefictiontijdschrift Space Science Fiction in 1953. Het verhaal won een Hugo Award voor best korte verhaal in 1954. Het werd in 1995 verfilmd onder de titel Screamers. 

## Samenvatting
Het verhaal speelt zich af na een uitgebreide nucleaire oorlog tussen de Sovjet-Unie en de Verenigde Naties. De VN, geconfronteerd met bijna totale Sovjet-overwinning, ontwikkelt robotclaws om de overlevende Sovjettroepen te bestrijden. Deze zelfstandige robots, vernietigen de Sovjets. Een onderhandelaar, Majoor Joseph Hendricks, ontdekt dat de tweede variant van de robots, niet is geïdentificeerd. Terwijl hij probeert te waarschuwen voor het gevaar, komt hij erachter dat de robots nu zelf wapens maken om elkaar te doden.